# Cryptocephalus cicatricosus
Cryptocephalus cicatricosus es una especie de insecto coleóptero de la familia Chrysomelidae.
Fue descrita científicamente en 1845 por Lucas.